# Attagenus afghanus
Attagenus afghanus es una especie de coleóptero de la familia Dermestidae.

## Distribución geográfica
Habita en Afganistán.